# Litka
Litka é um município da Hungria, situado no condado de Borsod-Abaúj-Zemplén. Tem 6,66 km² de área e sua população em 2015 foi estimada em 34 habitantes.